# Cilayang (Cikeusal)
Cilayang is een bestuurslaag in het regentschap Serang van de provincie Banten, Indonesië. Cilayang telt 6688 inwoners (volkstelling 2010).